# مادرشاه (شاه سلطان حسین)
مادرشاه، ملکه همسر شاه سلیمان یکم (۱۶۶۶ – ۱۶۹۴) و ملکه مادر شاه سلطان حسین (۱۶۹۴ – ۱۷۲۲) بود. 
نام او مشخص نیست اما از ازدواج‌های ثبت‌شدۀ شاه سلیمان با زنی به نام النا بوده است که اصالتی گرجی داشته است. مادر شاه سلطان حسین بیشتر به خاطر موقوفاتی که برای مدرسهٔ چهارباغ انجام داده مشهور شده‌است. به طوری که گاهی به آن مدرسه، مدرسهٔ مادرشاه می‌گویند. موقوفات او شامل یک کاروانسرا (هتل عباسی)، یک بازارچه و سرای فتحیه بوده است.